# Султан Мурад джамия
Вижте пояснителната страница за други значения на Хункяр джамия.
Султан Мурад джамия (на македонска литературна норма: Султан-муратова џамија) е най-старата запазена джамия в Скопие, столицата на Северна Македония. Известна е и като Хункяр джамия (на турски: Hunkâr, тоест царска, султанска) или Сахат джамия заради часовниковата кула, която се намира в нейния двор. Джамията е сред най-големите в Скопие и е най-значителните примери за османска архитектура на Балканите.

## Местоположение
Джамията е разположена на доминантен хълм в центъра на скопската чаршия.

## История
Храмът е най-старата джамия в Скопие и единствената султанска в града. Сградата е построена в 840 година от хиджра (= 1436/1437 от Христа). Над входа ѝ има три надписа. Първият казва, че джамията е пострадала от пожара в 1537 година и е била възстановена от султан Сюлейман в 1539 - 1542 година. Вторият надпис разказва, че джамията е изгорена от „неверниците“ в 1689 година, когато австрийският генерал Йохан Пиколомини изгаря Скопие, и е възстановена в 1711/1712 година от султан Ахмед III. От третия надпис се разбира, че последното обновление е станало в 1912 година по нареждане на султан Мехмед V. Съответно за оригиналния вид на храма няма много данни.

## Архитектура
Джамията принадлежи към така наречените бурсенски стил джамии. Има форма на базилика и е покрита с покрив на четири води. На северозапад по цялата дължина на храма има трем на четири каменни колони с богато орнаментирани капители. В западния ъгъл е тънкото минаре, изградено от прецизно издялан камък и с красива сталактитна декорация под шерефето. Сградата е изградена в декоративния стил клоазоне – редуване на камък и тухла.
Интериорът е поделен на три кораба с два реда от три колони. Таванът е дървен. Минбарът, михрабът и махвилът са от 10-те години на XX век. Рисунките в интериора са от XIX век. Около прозорците отвътре има растителни плетеници. В правоъгълни рамки са изрисувани пейзажи със свещени и мирски сгради. Една от джамиите, изрисувана над входа на молитвеното пространство с четири минарета, всяко от които с по три шерефета, вероятно е Сюлейман джамия в Цариград. Пейзажът вляво от надписа е от Цариград. Рисунките са от различни периоди и с различни материали и техники. Някои от тях са от 1912 година - годината на посещението на султан Мехмед V Решад в Скопие. Украсата на джамията е сходна с тази на Иса бег джамия в Скопие.
Към джамийския комплекс има и две тюрбета – това на Бикий хан тюрбе и Али паша тюрбе, семейната гробница на Али паша от Дагестан.